# Geopolitiek

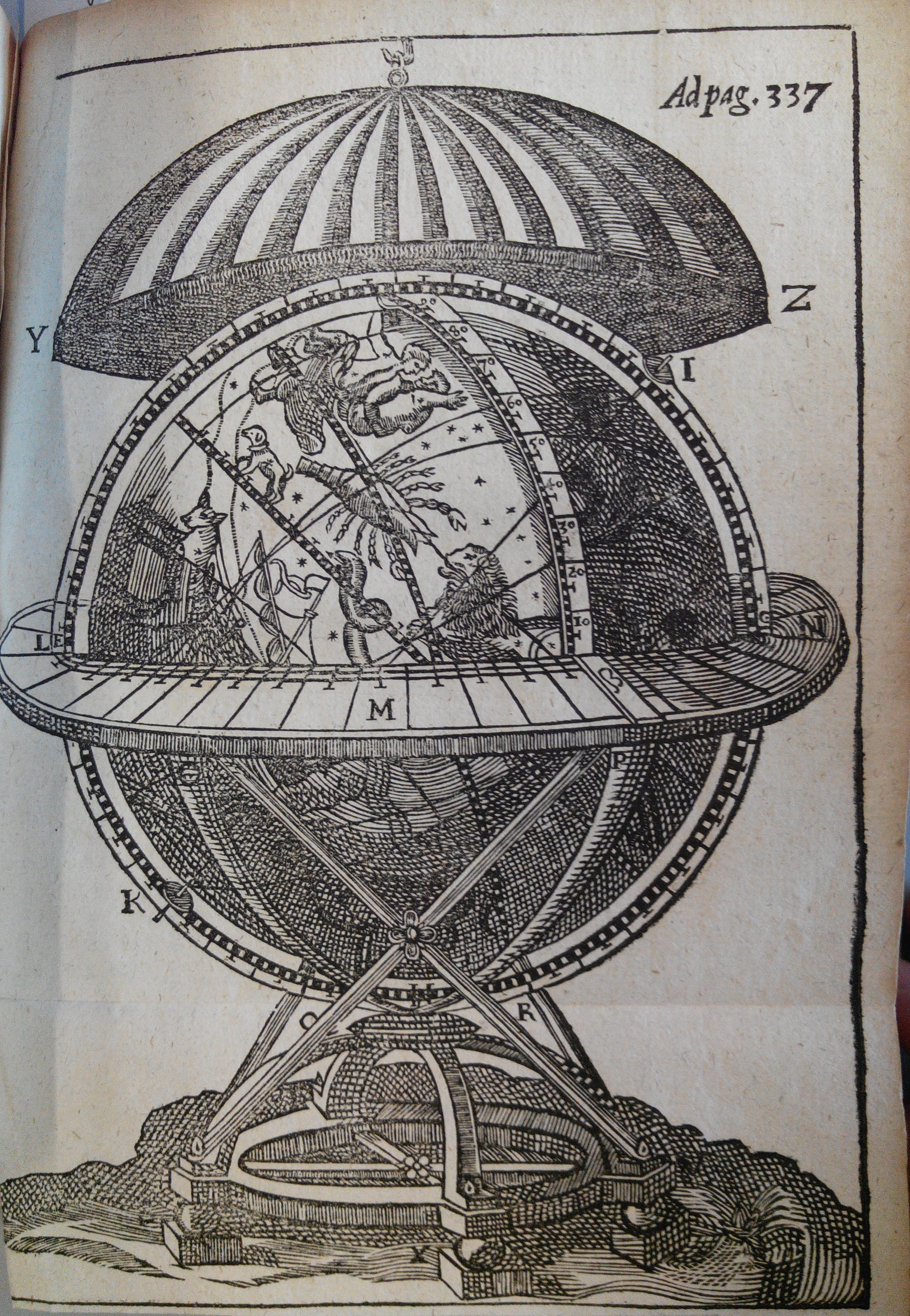
Gravure van de globe van Sophie en Tycho Brahe

De term geopolitiek kent diverse definities. 
Sommigen benaderen geopolitiek als "het streven om politieke doelen te bereiken op basis van geografisch gefundeerde argumenten". Van Dale definieert geopolitiek als "de wetenschap van de invloed van de aardrijkskundige gesteldheid op staatkundige vraagstukken". De Zweed Rudolf Kjellén stelde in 1924 dat geopolitiek "de leer was van de staat als geografisch organisme of als ruimtelijk fenomeen". De Belgische historicus Jan Van Houtte definieerde geopolitiek in 1945 als "deze tak van de aardrijkskunde en van de politieke wetenschap die de werking van het milieu op de politieke bedrijvigheid van den mensch, en van den mensch op de politieke gesteltenis van het milieu bestudeert". In 2005 definieerde de Belgische politicoloog David Criekemans geopolitiek als "het wetenschappelijk studieveld behorende tot zowel de Politieke Geografie als de Internationale Betrekkingen, die de wisselwerking wil onderzoeken tussen de politiek handelende mens en zijn omgevende territorialiteit (in haar drie dimensies: fysisch-geografisch, menselijk-geografisch en ruimtelijk)". Voor wat de studie van de 'praktische geopolitiek' betreft (de dagelijkse praktijk van staatkunde), betekent dit dat men aandacht heeft voor de vraag in welke mate de eerder genoemde wisselwerking een invloed genereert op het (buitenlands) beleid of op de relatieve 'machtspositie' van de politieke entiteit welke men wenst te analyseren.

## Oorsprong van geopolitiek
De term "geopolitiek" werd in 1899 door Kjellén gelanceerd, na lectuur van een werk van Friedrich Ratzel over de politieke geografie. Karl Haushofer zou het later populariseren in Duitsland (doch anders invullen dan Kjellén). Hieruit groeide de Duitse Geopolitik. Rudolf Hess heeft, als leerling van Haushofer, "geopolitiek" als concept geïntroduceerd in het nazi-regime, de aanleiding voor het taboe dat tussen 1945 en 1990 rond dit concept bleef bestaan. Sommigen beweren dat Hitler zo de term "Lebensraum" had ontdekt, en gebruikt.
Tegenwoordig wordt de term geopolitiek niet meer exclusief met deze Duitse geopolitieke school geïdentificeerd. Het geopolitieke redeneren is van alle tijden, zoals de Franse "geopoliticoloog" Yves Lacoste stelt. Een televisieprogramma dat inzicht biedt in geopolitiek is Le dessous des cartes (Duits: Mit offenen Karten) op de Frans-Duitse tv-zender Arte.

## Internationale betrekkingen

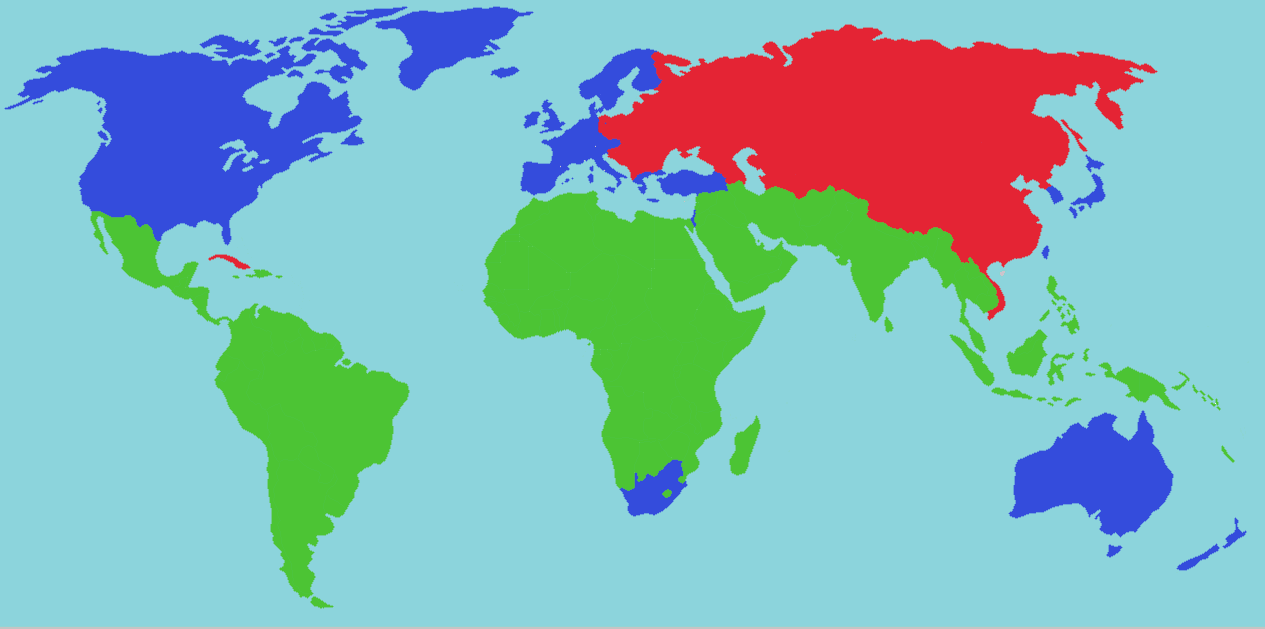
Situatie in de wereld tijdens de Koude Oorlog (1980)
Eerste wereld
Tweede wereld
Derde wereld

Naast de meer algemene, 'populaire' definities die in omloop zijn, kan geopolitiek dus tevens beschouwd worden als een (familie van) wetenschappelijke benaderingswijze(n) binnen zowel de politieke geografie als de internationale betrekkingen. 
In Vlaanderen schreef dr. Criekemans als eerste wetenschappelijke vorser sinds 1945 een proefschrift over de intellectuele geschiedenis van de geopolitiek (1890-2005) en haar verhouding ten aanzien van de leer der internationale betrekkingen.
Er bestaat ook een 'Geneva Institute of Geopolitical Studies' (G.I.G.S.) in Genève (Zwitserland), dat alle bestaande academische expertise in Europa en de wereld rond geopolitiek in de komende jaren wil bundelen. Dit instituut wordt geleid door Gyula Csurgai, die in Zwitserland een van de eersten was om eind van de jaren 90 het 'taboe' rond geopolitiek definitief te doorbreken. Deze instelling organiseert een jaarlijkse Summer University Course 'Geopolitical Analysis of International Relations' voor universiteitsstudenten, wetenschappelijke navorsers, bedrijfsleiders, diplomaten, enzovoort. Voor de Lage Landen doceert David Criekemans er 'Geopolitical Schools of Thought' en 'Geopolitics of Energy'. Ondertussen leidde deze instelling al meer dan 500 mensen van over de hele wereld op in de geopolitieke analysemethode. Nieuw sinds 2017 zijn ook e-courses, waaronder deze rond "Geopolitics of Religion".
Een organisatie die zich in Nederland bezighoudt met geopolitiek is het Instituut Clingendael, met name het Clingendael International Energy Programme, onder leiding van Coby van der Linde, hoogleraar Geopolitiek en Energiemanagement aan de Rijksuniversiteit Groningen.
Ook het Nijmegen Centre for Border Research aan de Radboud Universiteit Nijmegen is zeer actief in het bestuderen van geopolitiek, met name vanuit een kritisch perspectief.
Aan de Universiteit Antwerpen bestaat binnen het Departement Politieke Wetenschappen een onderzoekseenheid 'Geopolitiek' onder leiding van David Criekemans. Tussen 2007-2011 werd onder zijn leiding aan deze instelling ook al een geopolitiek langetermijnonderzoeksproject uitgevoerd in het toenmalige Vlaams Steunpunt Buitenlands Beleid (VSBB).
Er bestaat ook een zusterinstelling van het 'Geneva Institute of Geopolitical Studies' op Curaçao sinds 2016, het 'Latin American and Caribbean Institute of Geopolitical Studies' (L.A.C.I.G.S.), dat op vaste tijden ook een "Winterschool Geopolitics" organiseert.
Aan de lerarenopleiding van de UCLL in Leuven komt het thema geopolitiek aan bod in Engelstalige lessen "Geostrategy". Het doel is om de lessen in de tweede graad aardrijkskunde aan te brengen en de actualiteit op te volgen.